# Jérôme Golmard
Jérôme Golmard (Digione, 9 settembre 1973 – 31 luglio 2017) è stato un tennista francese.

## Biografia
Tennista mancino, a suo agio soprattutto sulle superfici veloci, in carriera vinse 2 titoli nel singolare. Nei tornei del Grande Slam ottenne il suo miglior risultato raggiungendo i quarti di finale nel doppio misto all'Open di Francia nel 2001, in coppia con la connazionale Alexandra Fusai. Arrivò a essere il numero 22 nella classifica ATP in singolo e per qualche tempo fu il tennista francese col miglior ranking. In Coppa Davis disputò un totale di 7 partite, collezionando 5 vittorie e 2 sconfitte. Si ritirò nel 2006.
All'inizio del 2014 gli fu diagnosticata la SLA, malattia che l'avrebbe poi portato alla morte durante l'estate del 2017. Lasciò la moglie e due figli maschi.

## Statistiche

### Singolare

#### Vittorie (2)
| Numero | Anno             | Torneo                            | Superficie | Avversario in finale | Punteggio     |
| 1.     | 14 febbraio 1999 | Dubai Tennis Championships, Dubai | Cemento    | Nicolas Kiefer       | 6-4, 6-2      |
| 2.     | 10 gennaio 2000  | Chennai Open, Chennai             | Cemento    | Markus Hantschk      | 6-3, 6-7, 6-3 |

### Singolare

#### Finali perse (2)
| Numero | Anno            | Torneo                   | Superficie  | Avversario in finale | Punteggio     |
| 1.     | 22 luglio 2001  | Croatia Open Umag, Umago | Terra rossa | Carlos Moyá          | 4-6, 6-3, 6-7 |
| 2.     | 14 gennaio 2002 | Heineken Open, Auckland  | Cemento     | Greg Rusedski        | 7-6, 4-6, 5-7 |

### Doppio

#### Finali perse (1)
| Numero | Anno           | Torneo                    | Superficie  | Compagno         | Avversari in finale   | Punteggio     |
| 1.     | 16 luglio 2000 | Swiss Open Gstaad, Gstaad | Terra rossa | Michael Kohlmann | Jiří Novák David Rikl | 6-3, 3-6, 4-6 |